# Alchemilla multiloba
Alchemilla multiloba es una especie de planta del género Alchemilla, perteneciente a la familia Rosaceae.

## Taxonomía
Alchemilla multiloba fue descrita por Plocek en 1983.

## Distribución
Se encuentra en el territorio de los montes Tatras.